# Participació ciutadana
La participació ciutadana és l'actuació de la ciutadania en la presa de decisions respecte a l'aplicació dels recursos i les accions que tenen un impacte en el desenvolupament de les seves comunitats. Aquest és un dret legal dels ciutadans i per possibilitar-la cal un marc legal i dispositius democràtics que afavoreixin les condicions perquè les persones i les organitzacions de diversos sectors de la societat facin arribar la seva veu i les seves propostes a tots els nivells de govern.
El terme participació social o ciutadana pot ser conceptualista des de diferents punts de vista teòrics, així pot al·ludir-se a les maneres de fonamentar la legitimitat i el consens d'una determinada població, per exemple: la participació democràtica o també pot referir-se a les maneres de lluitar contra les circumstàncies de desigualtat social i per la superació de la qual es necessita fomentar la participació. En la major part de les definicions de participació ciutadana, existeixen elements universals: una mediació entre societat i govern perquè els diferents subjectes socials actuïn, amb base en els seus diversos interessos i valors, els quals influeixen en polítiques públiques i en les estructures de govern, fonamentant-se en la reivindicació del dret a la intervenció en les qüestions que els competeixen.
L'Estat, en assumir els problemes i interessos de la societat, té la funció de generar polítiques eficients de desenvolupament en diferents àmbits, considerant el dret de la ciutadania per augmentar les seves capacitats de control i responsabilitat, ja que el desenvolupament d'una nació democràtica s'aconseguirà exclusivament amb activa participació de tots els sectors de la societat. Aquí és on es fiquen els "valors de la participació ciutadana", que es classifiquen en 3: responsabilitat, solidaritat, tolerància.
Una ciutadania ben documentada sobre els problemes de la comunitat podrà participar de manera activa en l'assoliment del benestar present i futur, ja sigui contribuint amb accions simples fins a involucrar-se i exercir els seus drets en favor de la resolució dels problemes, posant en pràctica els valors de la participació ciutadana, per tant, una societat responsable, solidària i tolerant és una societat justa en tots els sentits. Per exemple, alguns sectors de la societat són: dones, nens i joves, camperols, pobles indígenes, treballadors i sindicats, ONG, comerciants i industrials, universitats i professionistes.
La participació ciutadana és incessantment seguida pel seu costat oposat, que és l'abstencionisme. El desànim i la desconfiança pot ser generalitzada entre la població per la falta de relació institucional amb la societat, és a dir per la falta del tracte directe institucional social. La Declaració Universal dels Drets Humans en el seu article 21 indica que tota persona té dret a participar en el govern del seu país, de manera directa o per mitjà de representants lliurement escollits. I en el seu article 29 indica que tota persona té deures respecte a la societat, ja que només en ella pot desenvolupar lliurement i plenament la seva personalitat. Aquests articles mostren clarament que la participació i el desenvolupament són drets i deures que impulsen el caràcter de cada persona que viu en aquest país.

## Participació social, comunitària, política i ciutadana
- La participació social és l'associació d'individus per a l'assoliment de determinats objectius.[4][5]

- La participació comunitària s'instal·la en el camp de les activitats assistencials pròpies del món del no estatal.[5]

- La participació política es refereix als ciutadans que són part de les organitzacions de representació social i de les institucions del sistema polític.

- La participació ciutadana és aquella on la societat té relació directa amb l'Estat; relació que posa en joc el caràcter públic de l'activitat estatal; es manifesta a través de les ONG les quals pugnen (lluita o enfrontament especialment de tipus ideològic) per certs temes socials, sense substituir en les funcions del govern sinó avaluant, qüestionant o donant suport a les decisions preses (vegeu: lobby).[6][5] També pot proposar-se a través de la discussió de temes d'importància dels ciutadans en fòrums organitzats o per altres vies per arribar a un consens.[4]

La dissimilitud entre participació ciutadana i la comunitària i social és que a pesar que les dues últimes parlin d'un tipus d'interacció especial entre la societat i l'estat, la seva finalitat té un enfocament en el pla social. En el cas de la participació ciutadana aquesta s'origina i realitza en el pla social i estatal.
Es busca promoure cada vegada a les noves generacions a què participin, ja que la participació dels ciutadans, sigui social, política, comunitària o ciutadana és molt important a causa que d'aquesta forma s'estableix el tipus de societat i de convivència que existirà entre els ciutadans. A més d'això, mitjançant la participació, es poden aconseguir canvis rellevants a favor de tots els ciutadans.
En paraules d'Abel Pérez Rojas, la participació social és un "procés de formació permanent pel qual les persones aprenen a resoldre els seus problemes socials i al seu torn progressen en els seus propis processos educatius".
La majoria del poble que és jove no desitja involucrar-se en la participació electoral perquè no creuen que les institucions siguin de confiança. Resultats d'un estudi en l'estat de Mèxic van mostrar que al voltant del 60 % de la seva joventut pensa que val la pena anar a votar, mentre que el restant es va concentrar en opcions “no val la pena anar a votar” (25 %), “depèn” (8,5 %), situant-se el percentatge restant en “no sap” i “no va contestar”.
No obstant això, per impulsar un bon exercici de participació ciutadana és important incloure a la població infantil, perquè aquesta fomenta valors de convivència i diàleg lliure a l'entorn on es desenvolupa, promovent valors d'equilibri, respecte i tolerància en la societat adulta. D'aquesta forma, es converteix en una rutina que ha de desenvolupar-se al llarg de la nostra vida per cooperar en l'acció social. Per exemple: En els últims anys Xile ha incentivat la participació infantil des de processos participatius utilitzats com input per al disseny de la Política Nacional d'Infància
Recentment, organismes estatals formen consells ciutadans per a l'administració o avaluació de les polítiques públiques, formats de ciutadans interessats i experts independents.
En la teoria democràtica actual la participació ciutadana té la funció de regular o influir en l'exercici del poder polític des de l'estructura de l'Estat a través de l'expressió de preferències i demandes dels diversos sectors de la societat.
L'objectiu de la participació ciutadana és assolir una societat més democràtica, incloent i representativa dels ciutadans. També és important afirmar la participació de la societat per garantir processos justos i efectius de transparència i rendició de comptes. La discrepància amb les decisions o processos democràtics pot acabar en una cerca de noves formes de participació, la qual cosa crea un ambient més representatiu de la societat.
La participació ciutadana s'associa amb mecanismes de democràcia directa, per exemple iniciativa de llei, referèndum, plebiscit, consulta pública, revocació del mandat, així com la incorporació de consells ciutadans en organismes públics per al disseny o reorientació de polítiques públiques. La participació política en canvi es relaciona amb l'involucrament dels ciutadans en les estructures formals d'accés i control de les posicions de poder de l'Estat (partits polítics, eleccions, integració del poder legislatiu, disputa pel poder executiu). La diferència radical entre participació ciutadana i participació política és que la primera cerca influir en la presa de decisions públiques, mentre que la segona cerca els mecanismes d'accés al control de l'Estat.
És important conèixer una mica més a fons alguns dels mecanismes que són acceptats per la llei anteriorment anomenats.
- Iniciativa de llei o iniciativa popular.- La facultat amb la qual explica la ciutadania per presentar al poder legislatiu propostes, que tenen com a propòsit l'abrogació, addició o regulació d'una llei en particular
- Referèndum.- És una consulta realitzada a través d'una votació on es busca l'aprovació o rebuig de textos legals, reglamentaris o constitucionals. D'igual manera els votants poden ser convocats a fi d'aprovar, modificar, addicionar o rebutjar alguna proposta de llei.[14]
- Plebiscit.- Es defineix com una consulta directa als ciutadans en matèria política de gran importància, ja sigui acceptar o rebutjar una proposta que a causa de la legitimitat que es necessita és necessari consultar al poble.

Alguns autors consideren que les aptituds per a la participació ciutadana són:
1. El respecte a l'Estat de Dret
2. Accés a mecanismes institucionals
3. Accés a informació
4. Confiança dels ciutadans en les institucions democràtiques
5. Interès per part de les institucions públiques i governamentals cap a la població.

Els instruments de participació ciutadana col·laboren a la democràcia per mitjà dels efectes esperats de:
1. Millorar la relació entre governants i governats.
2. Enfortir el sistema democràtic representatiu i participatiu.
3. Garantir drets polítics i humans.
4. Legitimar decisions governamentals.
5. Consolidar la governança, és a dir, aconseguir que govern i societat actuïn en conjunt.

La participació de ciutadans en la presa de decisions públiques de forma individual o col·lectiva, (ex. per mitjà d'organitzacions de la societat civil) no pot exigir la representació legítima de la totalitat dels ciutadans d'una comunitat política, únicament "la de certs interessos materials, programàtics, o ideològics dels actors participants, els qui exclusivament poden apel·lar a una representació simbòlica de causes o interessos generals en intervenir en l'esfera pública".
Quan no es troben instruments institucionals que consentin la interacció entre demandes ciutadanes i la presa de decisions per part de l'Estat, els actors polítics poden generar un problema de legitimitat des de la perspectiva dels actors civils o ciutadans, perquè no compten amb certesa o canals adequats en la interacció amb les formes de decisió del poder polític formal.
És molt important establir propòsits i valors a un grup quan es realitza una participació ciutadana de forma comunitària. En cas contrari s'estaria executant una participació ciutadana negativa. Si els valors del grup són democràtics, encaminats políticament de forma correcta i tolerants cap als altres llavors els membres del grup aprendran valors democràticament correctes i es tornaran actius políticament com a benefici per al grup. No obstant això si el grup adopta una posició antidemocràtica fent a un costat la política i sent intolerant cap a les altres persones segurament aquest grup serà desacoblat del sistema polític.

## Elaboració participativa de Normes
Els tràmits participatius o les possibilitats d'intervenir formalment en els processos d'elaboració de normes discrepa entre uns països altres a causa de la seva regulació específica:
A Espanya la Llei 50/1997, de 27 de novembre, del Govern, preveu dos tràmits de participació en l'elaboració de disposicions reglamentàries i d'avantprojectes de llei. D'una banda, la consulta prèvia abans de l'elaboració d'un esbós de norma, i d'altra banda, l'audiència i informació pública, quan ja existeix un text articulat. Tots dos tràmits se substancien primordialment a través de les webs dels Ministeris responsables de l'elaboració de cada norma. L'avaluació de tots dos tràmits en l'àmbit de l'Administració General de l'Estat mostra que especialment participen organitzacions i que els ciutadans amb prou feines utilitzen aquests tràmits.
A Argentina l'elaboració participativa de normes és un instrument perquè els interessats donin les seves opinions i proposicions sobre projectes de normes administratives del Poder Executiu Nacional i projectes de llei que el Poder Executiu Nacional vol elevar al Congrés de la Nació, i té com a objectiu aconseguir la participació dels ciutadans en la creació de normes. Poden participar totes les persones, empreses i associacions, públiques o privades, que tinguin un dret o interès en el tema que deu decidir-se, els qui s'assabenten de l'obertura del procediment d'elaboració participativa de normes a través del Butlletí Oficial, de la pàgina d'internet de l'autoritat que convoca o de la publicació en algun diari de circulació nacional o especialitzat en el tema.
Les persones o empreses que tinguin la intenció d'intervenir en el procediment d'elaboració participativa de normes poden examinar l'expedient en el qual han d'estar incloses les opinions i propostes que s'hagin presentat, poden treure còpies, s'ha d'anotar en un Registre per a la incorporació d'opinions i propostes, ha de presentar les seves proposicions o opinions per escrit i pot enviar comentaris informals a la casella de correu electrònic que li indiqui l'autoritat responsable.
Els criteris dels participants no són obligatoris per a l'organisme, però han d'estar en l'expedient. En acabar el termini per rebre opinions i propostes, l'autoritat responsable ha de deixar una certificació en l'expedient de la quantitat d'opinions i propostes rebudes, ha de dir quines opinions va incorporar al projecte de norma i en els fonaments de la norma s'ha de deixar constància de la realització del procediment d'elaboració participativa de normes.